# Diou (Mali)
Diou è un comune rurale del Mali facente parte del circondario di Kadiolo, nella regione di Sikasso.
Il comune è composto da 3 nuclei abitati:
- Cissingué
- Diou
- Korokoundougou